# Praia da Lagoinha do Leste
Praia da Lagoinha do Leste vista da trilha do Matadeiro.
A Praia da Lagoinha do Leste  é uma praia brasileira, situada na cidade de Florianópolis, no estado de Santa Catarina. Está localizada no sudeste da Ilha de Santa Catarina. Recebe o mesmo nome da lagoa em formato de "S" presente na praia.
Seu difícil acesso possibilitou a preservação de um dos últimos redutos de Mata Atlântica de Florianópolis. Em 1992, foi criado o Parque Municipal da Lagoinha do Leste, compreendendo uma área de 453 hectares, classificada como de Área de Preservação Permanente pela lei nº 3.701/92.
Há dois acessos, através de trilhas, para a Praia da Lagoinha do Leste: um caminho mais longo, de aproximadamente 4 km, pela Praia do Matadeiro (situada ao lado da Praia da Armação) e outro, mais curto (cerca de 2,3 km), porém mais íngreme, pelo Pântano do Sul. No caminho pela trilha da Praia do Matadeiro está a Toca da Baleia, uma caverna esculpida na rocha pela ação do mar. 
Na chegada a Praia da Lagoinha do Leste, ao lado direito esta a trilha para o Morro da Coroa. Esta trilha proporciona uma das mais belas vistas da isolada Lagoinha do Leste. O trecho de subida ao topo do Morro da Coroa no entanto requer um bom esforço para ser vencido, especialmente considerando que para chegar a esta trilha é necessário antes fazer a Trilha da Lagoinha do Leste.
O percurso inicia no costão direito da praia, por uma passagem entre pedras e arbustos. Em seguida o trecho de subida é bem demarcado em geral, porém com muitas pedras. No topo do morro, uma paisagem singular se apresenta, com belas formações rochosas pontiagudas, provavelmente únicas do tipo na ilha.
Em seguida, é possível fazer o trecho que vai até a Ponta da Felicidade. Este trajeto tem poucas orientações e requer uma atenção especial às bifurcações. Ao chegar ao local, um novo conjunto singular de pedras e uma vista panorâmica do oceano e das ilhas próximas premeiam o esforço. Orienta-se retornar pelo mesmo caminho pois o trecho de retorno pelo costão está pouco acessível e perigoso.